# IBook

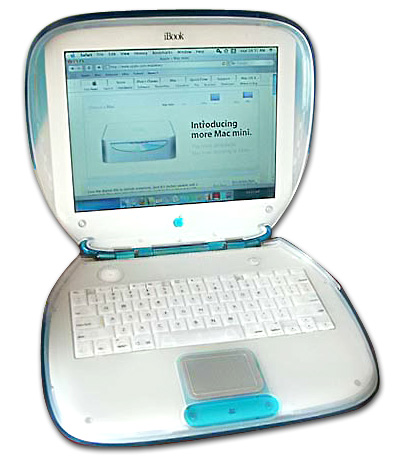
Primeiro modelo do iBook de 1999.

Os iBook foram uma linha de notebooks produzidos pela Apple Inc de 1999 até 2006. Eles duraram de 1999 até 2006,ano da mudança de processadores dos Macintosh da linha PowerPC para a linha Intel.                                                                                                 
Criado por Steve Jobs.
Em seu lugar foram postos os MacBook, que são os atuais computadores portáteis da empresa. O seu sistema operativo era o Mac OS 9.

## iBook G3 ("Clamshell")
No final dos anos 90, a Apple lança o iBook G3